# سباق ماديسون في بطولة الدراجات على المضمار
سباق ماديسون في بطولة الدراجات على المضمار هو أحد سباقات بطولة العالم للدراجات على المضمار للرجال.

## الميداليات
| Year | الذهبية                                                  | الفضية                                                      | البرونزية                                                   |
| ---- | -------------------------------------------------------- | ----------------------------------------------------------- | ----------------------------------------------------------- |
| 1995 | سيلفيو مارتينيلو · ماركو فيلا · إيطاليا                  | Gabriel Ovidio Curuchet · Juan Esteban Curuchet · الأرجنتين | Kurt Betschart · برونو ريسي · سويسرا                        |
| 1996 | سيلفيو مارتينيلو · ماركو فيلا · إيطاليا                  | سكوت مكجروري · ستيفن بات · أستراليا                         | أندرياس كابس · كارستن وولف · ألمانيا                        |
| 1997 | جوان يانيراس · ميكيل ألزامورا · إسبانيا                  | سيلفيو مارتينيلو · ماركو فيلا · إيطاليا                     | Gabriel Ovidio Curuchet · Juan Esteban Curuchet · الأرجنتين |
| 1998 | اتيان دي وايلد · ماثيو غيلمور · بلجيكا                   | سيلفيو مارتينيلو · Andrea Collinelli · إيطاليا              | أندرياس كابس · ستيفان ستينويج · ألمانيا                     |
| 1999 | جوان يانيراس · إسحاق غالفيث · إسبانيا                    | جيمي مادسن · جاكوب بيل · الدنمارك                           | أندرياس كابس · أولاف بولاك · ألمانيا                        |
| 2000 | ستيفان ستينويج · Erik Weispfennig · ألمانيا              | جوان يانيراس · إسحاق غالفيث · إسبانيا                       | إدغاردو سيمون · Juan Esteban Curuchet · الأرجنتين           |
| 2001 | Robert Sassone · جيروم نوفيل · فرنسا                     | جوان يانيراس · إسحاق غالفيث · إسبانيا                       | Juan Esteban Curuchet · Gabriel Ovidio Curuchet · الأرجنتين |
| 2002 | جيروم نوفيل · Franck Perque · فرنسا                      | رولان غاربر · Franz Stocher · النمسا                        | إدغاردو سيمون · Juan Esteban Curuchet · الأرجنتين           |
| 2003 | فرانكو مارفولي · برونو ريسي · سويسرا                     | جريج هندرسون · هايدن رولستون · نيوزيلندا                    | والتر بيريز (الدراج) · Juan Esteban Curuchet · الأرجنتين    |
| 2004 | والتر بيريز (الدراج) · Juan Esteban Curuchet · الأرجنتين | فرانكو مارفولي · برونو ريسي · سويسرا                        | داني ستام · Robert Slippens · هولندا                        |
| 2005 | مارك كافنديش · روب هيلس · بريطانيا العظمى                | Robert Slippens · داني ستام · هولندا                        | Iljo Keisse · ماثيو غيلمور · بلجيكا                         |
| 2006 | إسحاق غالفيث · جوان يانيراس · إسبانيا                    | Lyubomyr Polatayko · Volodymyr Rybin · أوكرانيا             | Juan Esteban Curuchet · والتر بيريز (الدراج) · الأرجنتين    |
| 2007 | برونو ريسي · فرانكو مارفولي · سويسرا                     | بيتر تشيب · داني ستام · هولندا                              | Alois Kaňkovský · بيتر لازار · جمهورية التشيك               |
| 2008 | مارك كافنديش · برادلي ويغينز · بريطانيا العظمى           | روجر كلوج · أولاف بولاك · ألمانيا                           | مايكل موركوف · أليكس راسموسن · الدنمارك                     |
| 2009 | مايكل موركوف · أليكس راسموسن · الدنمارك                  | لي هوارد · كاميرون ماير · أستراليا                          | مارتن بلاها · Jiri Hochmann · جمهورية التشيك                |
| 2010 | لي هوارد · كاميرون ماير · أستراليا                       | مورغان كنيسكي · كريستوف ريبلون · فرنسا                      | Ingmar De Poortere · Steve Schets · بلجيكا                  |
| 2011 | لي هوارد · كاميرون ماير · أستراليا                       | مارتن بلاها · Jiri Hochmann · جمهورية التشيك                | ثيو بوس · بيتر تشيب · هولندا                                |
| 2012 | كيني دي كيتيلي · Gijs Van Hoecke · بلجيكا                | بن سويفت · جيرانت توماس · بريطانيا العظمى                   | لي هوارد · كاميرون ماير · أستراليا                          |
| 2013 | Vivien Brisse · مورغان كنيسكي · فرنسا                    | ديفيد مونتانير · ألبرت توريس · إسبانيا                      | هينينج بوميل · ثيو راينهارت · ألمانيا                       |
| 2014 | ديفيد مونتانير · ألبرت توريس · إسبانيا                   | مارتن بلاها · Vojtech Hacecky · جمهورية التشيك              | ستيفان كونغ · Thery Schir · سويسرا                          |
| 2015 | بريان كوكار · مورغان كنيسكي · فرنسا                      | Marco Coledan · ايليا فيفياني · إيطاليا                     | جاسبر دي بويست · Otto Vergaerde · بلجيكا                    |

## طالع أيضًا
- سباق الدراجات على الطريق